# 1,3-Dichlorpropen
1,3-Dichlorpropen ist eine chemische Verbindung aus der Gruppe der ungesättigten Chlorkohlenwasserstoffe und Alkene.

## Isomerie
Die Doppelbindung von 1,3-Dichlorpropen kann (E)- oder (Z)-konfiguriert vorliegen. Ohne besondere Herstellungsmethoden oder Aufreinigungstechnikern liegt 1,3-Dichlorpropen meist in Form einer Gleichgewichtsmischung der isomeren cis- und trans-1,3-Dichlorpropen vor.
| Isomere von 1,3-Dichlorpropen |                               |                       |
| Name                          | (E)-1,3-Dichlorpropen         | (Z)-1,3-Dichlorpropen |
| Andere Namen                  | trans-1,3-Dichlorpropen       | cis-1,3-Dichlorpropen |
| Strukturformel                |                               |                       |
| CAS-Nummer                    | 10061-02-6                    | 10061-01-5            |
| CAS-Nummer                    | 542-75-6 (Isomerengemisch)    |                       |
| EG-Nummer                     | 626-466-0                     | 233-195-8             |
| EG-Nummer                     | 208-826-5 (Isomerengemisch)   |                       |
| ECHA-Infocard                 | 100.154.864                   | 100.030.165           |
| ECHA-Infocard                 | 100.008.024 (Isomerengemisch) |                       |
| PubChem                       | 24726                         | 5280970               |
| PubChem                       | 24883 (Isomerengemisch)       |                       |
| Wikidata                      | Q161507                       | Q27109091             |
| Wikidata                      | Q61854433 (Isomerengemisch)   |                       |

## Geschichte
1,3-Dichlorpropen wurde 1945 als künstliches Bodenbegasungsmittel eingeführt. Ab 1956 wurde es durch Restriktionen bei der Verwendung von Ethylendibromid, Dibromchlorpropen und Methylbromid extensiv eingesetzt.

## Gewinnung und Darstellung
1,3-Dichlorpropen entsteht als Nebenprodukt bei der Herstellung von Allylchlorid durch Chlorierung von Propen bei hohen Temperaturen. Alternativ kann es aus 1,3-Dichlorpropanol durch Dehydratisierung mit POCl3 oder mit P4O10 in Benzol gewonnen werden. Das technische Produkt enthält häufig 1,2-Dichlorpropan und 2,3-Dichlorpropen als Verunreinigungen.

## Verwendung
1,3-Dichlorpropen wurde hauptsächlich als Pestizid und Nematizid  in der Landwirtschaft als Bodenbegasungsmittel und als Desinfektionsmittel (z. B. bei der Containerbegasung) eingesetzt, wobei cis-1,3-Dichlorpropen wirksamer ist. In Deutschland wurde Dichlorpropen häufig im Grundwasser nachgewiesen, wobei der Einsatz in Deutschland seit 2003 vollständig verboten (BGBl. I S. 1533), in Afrika und den USA aber noch üblich (z. B. für Tabak, Mohrrüben, Kartoffeln und Erdbeeren) ist.

## Sicherheitshinweise
Die Dämpfe von 1,3-Dichlorpropen können mit Luft ein explosionsfähiges Gemisch (Flammpunkt 27 °C, untere/obere Explosionsgrenze 5,7/14,5 Volumenprozent) bilden. Die Verbindung zersetzt sich bei hohen Temperaturen, wobei Chlorwasserstoff entsteht. 1,3-Dichlorpropen ist mit Spezifischer Zielorgan-Toxizität Kategorie 3 (einmalige Exposition) und als giftig beim Verschlucken und bei Hautkontakt eingestuft.

## Nachweis
1,3-Dichlorpropen kann nach Adsorption an Aktivkohle mit nachfolgender Desorption durch Headspace-Gaschromatographie nachgewiesen werden.

## Externe Links zu erwähnten Verbindungen
1. ↑  Externe Identifikatoren von bzw. Datenbank-Links zu 2,3-Dichlorpropen:  CAS-Nr.: 78-88-6, EG-Nr.: 201-153-8, ECHA-InfoCard: 100.001.049, GESTIS: 510163, PubChem: 6565, ChemSpider: 6317, Wikidata: Q27256607.